# 勐腊藤
勐腊藤（学名：Goniostemma punctatum）是夹竹桃科勐腊藤属的植物，为中国的特有植物。分布在中国大陆的云南等地，生长于海拔200米的地区，多生长于山地林中，目前尚未由人工引种栽培。